# وویچیخ آلابورسکی
وویچیخ آلابورسکی (لهستانی: Wojciech Alaborski؛ ‏ ۲۳ سپتامبر ۱۹۴۱ – ۵ آوریل ۲۰۰۹) بازیگر اهل لهستان بود.
از فیلم‌ها یا برنامه‌های تلویزیونی که وی در آن نقش داشته‌است، می‌توان به مروارید دیهیم، شور، سال‌های شیرین، خانه کشیش، در خوشی و سختی، در خیابان سپولنی، پان تادئوش، مرد آهنین، مارپیچ و استتار اشاره کرد.